# Cibicidina
Cibicidina es un género de foraminífero bentónico de la subfamilia Cibicidinae, de la familia Cibicididae, de la superfamilia Planorbulinoidea, del suborden Rotaliina y del orden Rotaliida. Su especie tipo es Cibicidina walli. Su rango cronoestratigráfico abarca desde el Thanetiense (Paleoceno superior) hasta la Actualidad.

## Clasificación
Cibicidina incluye a las siguientes especies:
- Cibicidina aurouzeae
- Cibicidina basiloba
- Cibicidina concentriciformis
- Cibicidina cunobelini
- Cibicidina duplinensis
- Cibicidina eccentricus
- Cibicidina expansis
- Cibicidina halfeldi
- Cibicidina mauricensis
- Cibicidina minuta
- Cibicidina nitidula
- Cibicidina paraensis
- Cibicidina patinaris
- Cibicidina platumbilica
- Cibicidina praecipuus
- Cibicidina pulchella
- Cibicidina sergipana
- Cibicidina subinvoluta
- Cibicidina subminuens
- Cibicidina walli

Otras especies consideradas en Cibicidina son:
- Cibicidina advena, aceptado como Strebloides advenum
- Cibicidina compactiformis, de posición genérica incierta
- Cibicidina discors, de posición genérica incierta
- Cibicidina swaini, de posición genérica incierta